# Cucina di Timor Est

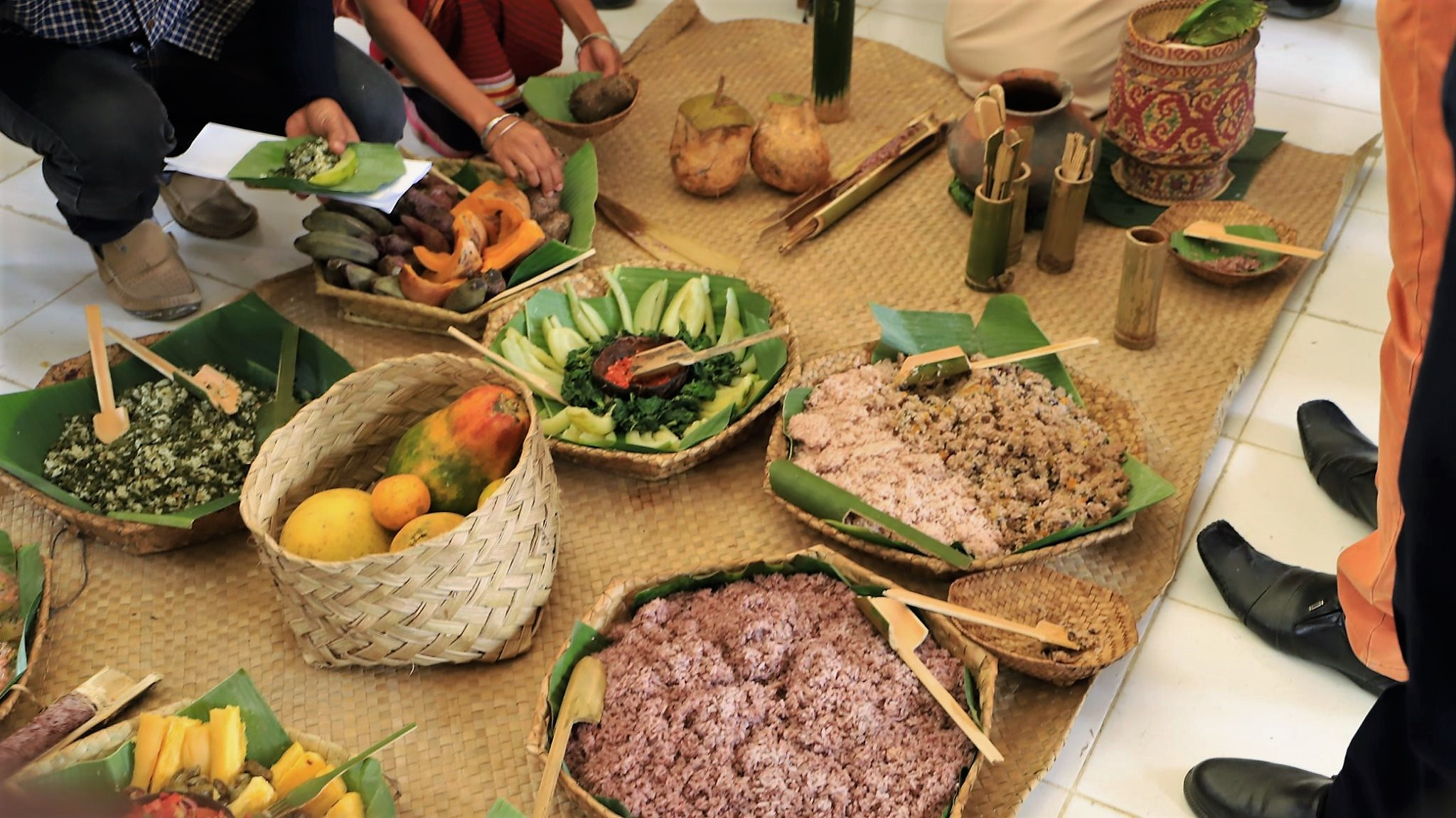
Un pasto servito a Viqueque

La cucina di Timor Est comprende le abitudini culinarie di Timor Est. Essa risente delle influenze sia della cucina indonesiana che di quella portoghese, in quanto l'area fu soggetta alla dominazione lusitana a partire dal XVI secolo fino al 1975.

## Caratteristiche principali
La cucina di Timor Est si differenzia a seconda dei gruppi etnici che popolano la zona. Il problema della malnutrizione è ben evidente, in quanto il paese non riesce a produrre abbastanza cibo per tutta la popolazione. Ciò nonostante, nell'isola si coltivano frutti tropicali come spondias mombin, ananas, mango e cocco, mentre tra le verdure si annoverano pomodori, cetrioli, zucchine, granoturco e patate dolci. Inoltre, data la vicinanza con il mare, i timoresi dispongono di una buona varietà di pesce tropicale.
Alle frittelle di baccalà portoghesi si ispirano i pastel de camarão, le locali frittelle di gamberetti: la farina di patate utilizzata in questa pietanza è infatti un lascito dei kristang, i discendenti del Portogallo e della Malacca. Queste frittelle sono tipicamente accompagnate dal belachan, la variante locale del balchão di Goa. I seu-mai sono invece dei ravioli di carne al vapore. Se fritti vengono chiamati chamuça. L'arroz chau chau, proveniente dall'altra ex colonia lusitana di Macao, consiste invece in riso saltato con carne o gamberetti.
Tra i piatti di carne citiamo i sassate com molho, degli spiedini di carne di pecora conditi con salsa di arachidi, e il seduk, un piatto a base di carne di maiale con salsa di pomodoro tipico delle zone montuose, mentre tra quelli di pesce si annoverano la caldeirada de peixe, uno stufato di pesce e verdure che può comprendere cernie, pesce spada o tonno, e il pesce grigliato avvolto nelle foglie di banano. Altri piatti piuttosto diffusi a Timor Est sono il kangkong lessato, importato dalla comunità filippina nel paese, e il batar da'an, a base di mais e fagioli, mentre una variante locale della feijoada è fatta con fagioli e foglie di papaya. Un tipico dolce è il pudding di cocco, una variante del pudim portoghese.